# Ребрендинг
Ребрендинг (англ. rebranding) — активна маркетингова стратегія; включає комплекс заходів щодо зміни бренду (як компанії, так і виробленого нею товару), або його складових: назви, логотипу, слогану, візуального оформлення, із зміною позиціювання.

## Статус
Проводиться в руслі зміни концептуальної ідеології бренду. Це передбачає, що в компанії (продукті) відбулися досить істотні зміни.
Вдалий ребрендинг дозволяє компанії вийти на новий рівень розвитку, привернути увагу нових клієнтів і збільшити лояльність існуючих.